# أنجلوسفير

الدول والأقاليم التي فيها الإنجليزية أو الإنجليزية الكريول هي اللغة الأولى لأغلبية السكان.
الدول والأقاليم التي فيها الإنجليزية لغة رسمية ،ولكن ليست لغة الأغلبية.

الغلاف الإنجلتري أو الفضاء الإنجلتري (بالإنكليزية Anglosphere، نقحرة: أنجلوسفير) هو تعبير جديد يشير إلى مجموعة من الدول الناطقة باللغة الإنجلترية والمتشابهة التراث الثقافي، انطلاقا من وجود شعوب تعود أصولها إلى دول الجزر البريطانية: إنكلترا وويلز واسكتلندا وأيرلندا الشمالية والجمهورية الأيرلندية، والتي تحافظ اليوم على التعاون السياسي والعسكري الوثيق. مع أن الدول المدرجة تختلف حسب المصادر، فإن الأنجلوسفير لا يشمل جميع البلدان حيث اللغة الإنجليزية هي اللغة الرسمية، ولكن الدول المدرجة كانت كلها ذات يوم جزءا من الإمبراطورية البريطانية. بمعناها الأكثر تقييداً، يغطي مدى أنجلوسفير المملكة المتحدة وجمهورية أيرلندا والولايات المتحدة وكندا وأستراليا ونيوزيلندا، والتي حافظت بعد الإمبراطورية البريطانية على تقارب وثيق من الروابط الثقافية والعائلية والسياسية مع بعضها البعض. بالإضافة إلى ذلك، كانت كل هذه الدول (باستثناء جمهورية أيرلندا) متحالفة عسكريًّا في إطار اتفاق UKUSA وبرنامج جيوش ABCA.